# Nephele discifera
Nephele discifera är en fjärilsart som beskrevs av Karsch 1891. Nephele discifera ingår i släktet Nephele och familjen svärmare. Inga underarter finns listade i Catalogue of Life.